# Hot Springs (Dakota del Sur)
Hot Springs es una ciudad ubicada en el condado de Fall River en el estado estadounidense de Dakota del Sur. En el Censo de 2020 tenía una población de 3.395 habitantes y una densidad poblacional de 363,49 personas por km².

## Geografía
Hot Springs se encuentra ubicada en las coordenadas 43°25′52″N 103°28′0″O / 43.43111, -103.46667. Según la Oficina del Censo de los Estados Unidos, Hot Springs tiene una superficie total de 9.34 km², de la cual 9.34 km² corresponden a tierra firme y (0%) 0 km² es agua.

## Demografía
Según el censo de 2010, había 3.395 personas residiendo en Hot Springs. La densidad de población era de 363,49 hab./km². De los 3.395 habitantes, Hot Springs estaba compuesto por el 82.21% blancos, el 0.85% eran afroamericanos, el 8.45% eran amerindios, el 9.43% eran asiáticos, el 0.09% eran isleños del Pacífico, el 0.08% eran de otras razas y el 6.66% pertenecían a dos o más razas. Del total de la población el 2.07% eran hispanos o latinos de cualquier raza.